# Fjernsynet sender underholdning
Fjernsynet sender underholdning er en dansk eksperimentalfilm fra 1974 med instruktion og manuskript af Per Ingolf Mannstaedt.

## Handling
TV-inspireret debatfilm. En mand der taler til menneskeheden.